# 実験計画法
実験計画法（じっけんけいかくほう、英: Experimental design、Design of experiments）は、効率のよい実験方法を設計（デザイン）し、結果を適切に解析することを目的とする統計学の応用分野である。R・A・フィッシャーが1920年代に農学試験から着想して発展させた。特に1950年G・M・コックスとW・G・コクランが標準的教科書を出版し、以後医学、工学、実験心理学や社会調査へ広く応用された。またこれを基にして田口玄一による品質工学という新たな分野も生まれた。
他にも、マーケティングや新しい商品・サービスのコンセプトや仕様を考える場合などに用いられる、コンジョイント分析も有用である。

## 基本原則
実験計画法の基本的な原則は次の3つである。
局所管理化
影響を調べる要因以外のすべての要因を可能な限り一定にする。
反復
実験ごとの偶然のバラツキ（誤差）の影響を除くために同条件で反復する。
以上は物理学などの実験でも普通に採用されるが、さらに次の原則が加えられる。
無作為化（ランダム化）
以上でも制御できない可能性のある要因の影響を除き、偏りを小さくするために条件を無作為化する。例えば実験を行う空間的・時間的順序の影響があるかもしれないから、決まった順序でなく実験のたびに無作為に順序を決めるなど。これは生物学などの実験で特に重要である。
以上の原則に基づく実験計画と結果の解析で重要な統計学的方法が、分散を複数の成分（偶然の誤差や各要因の影響）の和としてモデル化し分析する分散分析の方法である。
また実験計画法は数学的には組合せ論（ブロックデザイン）と密接な関係がある。

## 基礎概念と用語
具体例として、作物の品種の違いが収量に与える影響を調べる実験を考えよう。
検討対象とする要因（この例では品種）を因子という。1種類の因子（品種）についてだけ調べる実験を1因子実験という。しかし一般にはその他にも大きな影響を与える可能性のある因子があり、例えば今の例では施肥量が考えられる。複数の因子が互いに独立（単純な和で表される）でなく、ある条件の重なりによって特異な結果が得られること（例えば特定の品種には施肥量を少なくした方がかえってよいなど）もありうる。これを因子間の交互作用（または相互作用）といい、それに対し各因子の直接的効果を主効果という。交互作用の程度を調べ、また実験を効率よく行うためにも、複数の因子について同時に調べる多因子実験が重要となる。

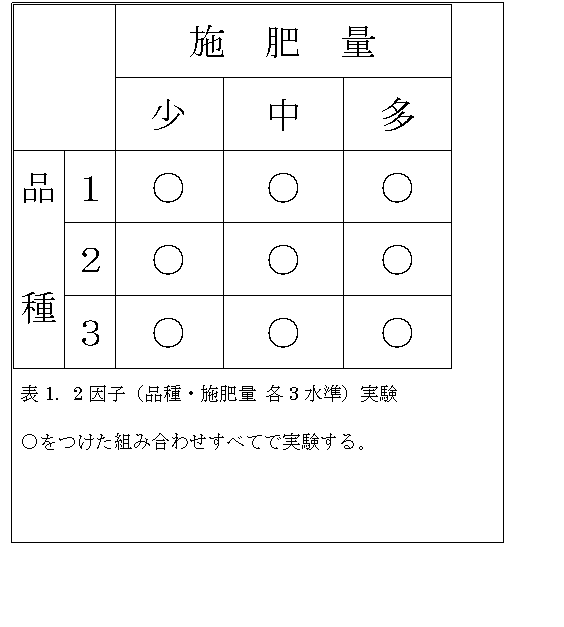
表1．2因子実験

各因子に設定する段階を水準という。ここでは各因子を3水準（品種に対しては1から3の3品種、施肥に対しては少・中・多）としよう。こうしてとりあえず 3 x 3 = 9 通りの組合せで実験すればよい（表1 ）。
バラツキの影響をなくすためには反復も重要であるが、上のような9通りのすべてを行い比較することでもバラツキの影響を減らす効果がある。
一方、栽培を複数の別の圃場で行うと、土質などの違いも考えられるので、局所管理化の原則に基づき正確な比較をするためにはこれも因子として考える必要がある。このように、品種や施肥量のように自由に設定することはできない因子について、均質な群に分ける操作をブロック化という。
さらに厳密には同じ圃場の中の個別の区画（畑）による違いがあるかもしれないが、これをコントロールするのは非常に難しいから、反復ごとに畑の順番をランダムに変えることにより場所の影響を無作為化して減らすことが必要である。

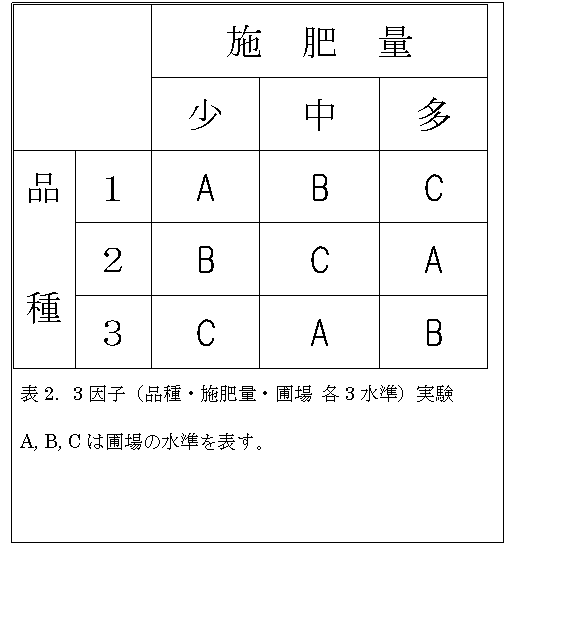
表2．3因子実験 - 実験回数の削減

次に、品種・施肥量・圃場の3因子につき各3水準を設定するとしよう。一般には全部で 3 x 3 x 3 = 27 通りの実験が必要である。しかし、交互作用が無視できる場合には表2 に示すように9通りに減らすことができ、この方法は一般には予備実験として利用できる（ここで示した方法はラテン方格法という）。このように、組合せを減らしながら各因子の各水準が他のすべての因子の水準と組合せられるような方法が種々編み出されており、直交計画と呼ばれている。

## 文献
- オーム社 『Excelで学ぶ　営業・企画・マーケティングのための実験計画法』 監修・上田太一郎　共著・渕上美喜、上田和明、近藤宏、高橋玲子 ISBN 978-4274066511